# Sanita Buliņa
Sanita Buliņa (* 20. April 2001 in Alūksne, Rajon Alūksne) ist eine lettische Biathletin, die auf nationaler Ebene zudem als Leichtathletin aktiv ist. Sie startet seit 2020 im Biathlon-Weltcup.

## Sportliche Laufbahn

### Biathlon
Ihre ersten internationalen Wettkämpfe im Biathlon bestritt Sanita Buliņa bei den Jugendweltmeisterschaften 2018 und nahm im Folgewinter auch an Wettkämpfen des IBU-Junior-Cup teil. Im Allgemeinen hatte sie auf Juniorenebene zunächst eher wenige Erfolge zu verzeichnen, bestes Ergebnis in der Folgezeit wurde Rang 18 im Juniorensprint der Sommerbiathlon-Weltmeisterschaften 2019. Mit dem Beginn der Saison 2019/20 startete die Lettin erstmals im IBU-Cup und bestritt dort den gesamten Winter, ohne allerdings ein Top-60-Ergebnis zu erzielen. Trotzdem gab sie im Januar 2020 mit der Teilnahme an den Weltmeisterschaften in Antholz ihr Debüt auf der höchsten Rennebene. Im Winter 2020/21 war Buliņa von Beginn an Teil des Weltcupteams und erzielte mit Rang 64 im Sprint von Hochfilzen sofort eine achtbare Platzierung. Nach einer weiteren WM-Teilnahme, wo als bestes Ergebnis der 67. Platz im Einzel heraussprang, wurde die Lettin am Saisonende beim Sprintrennen von Östersund überraschend 32. und ließ in der reinen Laufzeit mit Emma Lunder und Jewgenija Pawlowa Athleten der erweiterten Weltspitze hinter sich. Die Platzierung kam zudem fast aus dem Nichts, da die Lettin langsam schoss und außerdem alle Scheiben traf, was ihr vorher nur in Ausnahmefällen gelungen war. Angefeuert von diesem Resultat gewann Buliņa bei den Jugendbewerben der Sommerbiathlon-WM 2021 in allen drei Wettbewerben eine Medaille, obwohl sie durchgehend einige Schießfehler produzierte. Vorher startete sie in ihrer Heimat noch bei zwei Langlaufwettkämpfen auf Skirollern, wobei sie sich beide Male Baiba Bendika geschlagen geben musste.
Da sich die Schießquote im Folgewinter zwar marginal verbesserte, die Laufleistungen im Vergleich aber eher nachließen, konnte Buliņa ähnliche Ergebnisse nicht wiederholen. Eine Saisonbestleistung von Rang 69 reichte zudem knapp nicht aus, um sich für die Olympischen Spiele von Peking zu qualifizieren. Ihre letzten Juniorenweltmeisterschaften brachten keinen Erfolg, bei der Sommerbiathlon-WM sprangen drei Top-15-Ergebnisse heraus. Anfang Dezember 2022 erreichte die Lettin mit Platz 50 in Kontiolahti zum zweiten Mal einen Verfolger im Weltcup. Während sie sich im Laufen verbesserte, fiel die Quote im Liegendanschlag auf gut 60 % ab, sodass ansonsten keine erwähnbaren Ergebnisse heraussprangen. Auch die Junioreneuropameisterschaften verliefen ohne Top-10-Platzierung, im Sprint der Weltmeisterschaften resultierte Rang 71. Zu Beginn der Saison 2023/24 gewann Buliņa erstmals nach fast drei Jahren Weltcuppunkte, in Östersund belegte sie in Sprint und Verfolgung die Plätze 33 und 30. Ähnliche Ergebnisse konnte die Lettin vor allem aufgrund schlechter Schießstatistiken nicht wiederholen, sodass sie mit Ausnahme der Damenstaffel nicht für die WM nominiert wurde und auch bei den Europameisterschaften nicht überzeugen konnte. Bei den Sommerbiathlon-Weltmeisterschaften 2024 wurde sie durchaus überraschend Fünfte des Sprints.
Im Folgewinter lief Buliņa in drei Rennen in die Punkteränge, darunter auch erstmals in einem Einzel. Ein Achtungserfolg gelang ihr in Nové Město gemeinsam mit Estere Volfa, Baiba Bendika und Elza Bleidele, da die Lettinnen einen elften Platz und das damit zweitbeste Frauenstaffelresultat der Geschichte erreichten. 

### Leichtathletik
Sporadisch nimmt Buliņa seit 2015 an Distanz- und Crossläufen in Lettland teil und repräsentiert dort die Sportschule Alūksne. International trat sie in dieser Sportart noch nicht in Erscheinung.

## Persönliches
Sanita Buliņas Zwillingsschwester Sandra startet seit 2022 ebenfalls im Weltcup.

## Statistiken

### Weltcupplatzierungen
Die Tabelle zeigt alle Platzierungen (je nach Austragungsjahr einschließlich Olympische Spiele und Weltmeisterschaften).
- 1.–3. Platz: Anzahl der Podiumsplatzierungen
- Top 10: Anzahl der Platzierungen unter den ersten zehn (einschließlich Podium)
- Punkteränge: Anzahl der Platzierungen innerhalb der Punkteränge (einschließlich Podium und Top 10)
- Starts: Anzahl gelaufener Rennen in der jeweiligen Disziplin
- Staffel: inklusive Mixed- und Single-Mixed-Staffeln

| Platzierung               | Einzel | Sprint | Verfolgung | Massenstart | Staffel | Gesamt |
| ------------------------- | ------ | ------ | ---------- | ----------- | ------- | ------ |
| 1. Platz                  |        |        |            |             |         |        |
| 2. Platz                  |        |        |            |             |         |        |
| 3. Platz                  |        |        |            |             |         |        |
| Top 10                    |        |        |            |             |         |        |
| Punkteränge               | 1      | 3      | 2          |             | 22      | 28     |
| Starts                    | 11     | 31     | 5          |             | 22      | 69     |
| Stand: Saisonende 2024/25 |        |        |            |             |         |        |

### Weltcupwertungen
Ergebnisse bei Weltcups (Disziplinen- und Gesamtweltcup) gemäß Punktesystem.
| Saison  | Einzel | Einzel | Sprint | Sprint | Verfolgung | Verfolgung | Massenstart | Massenstart | Gesamt | Gesamt |
| Saison  | Platz  | Punkte | Platz  | Punkte | Platz      | Punkte     | Platz       | Punkte      | Platz  | Punkte |
| ------- | ------ | ------ | ------ | ------ | ---------- | ---------- | ----------- | ----------- | ------ | ------ |
| 2020/21 | –      | –      | 79.    | 9      | –          | –          | –           | –           | 86.    | 9      |
| 2023/24 | –      | –      | 76.    | 8      | 66.        | 11         | –           | –           | 78.    | 19     |
| 2024/25 | 62.    | 5      | 79.    | 4      | 71.        | 6          | –           | –           | 79.    | 15     |

### Biathlon-Weltmeisterschaften
Ergebnisse bei den Weltmeisterschaften:
| Weltmeisterschaften | Weltmeisterschaften | Einzelwettbewerbe | Einzelwettbewerbe | Einzelwettbewerbe | Einzelwettbewerbe | Staffelwettbewerbe | Staffelwettbewerbe | Staffelwettbewerbe |
| Jahr                | Ort                 | Einzel            | Sprint            | Verfolgung        | Massenstart       | Damenstaffel       | Mixedstaffel       | S.-M.-Staffel      |
| ------------------- | ------------------- | ----------------- | ----------------- | ----------------- | ----------------- | ------------------ | ------------------ | ------------------ |
| 2020                | Antholz             | –                 | 98.               | –                 | –                 | 23.                | –                  | –                  |
| 2021                | Pokljuka            | 67.               | 92.               | –                 | –                 | 22.                | 23.                | –                  |
| 2023                | Oberhof             | –                 | 71.               | –                 | –                 | –                  | –                  | –                  |
| 2024                | Nové Město          | –                 | –                 | –                 | –                 | 15.                | –                  | –                  |
| 2025                | Lenzerheide         | 83.               | –                 | –                 | –                 | 16.                | –                  | –                  |

### Jugend-/Juniorenweltmeisterschaften
Buliņa nahm bis 2020 an den Jugend-, ab 2021 an den Juniorenwettkämpfen teil.
| Weltmeisterschaften | Weltmeisterschaften | Einzelwettbewerbe | Einzelwettbewerbe | Einzelwettbewerbe | Damenstaffel |
| Jahr                | Ort                 | Einzel            | Sprint            | Verfolgung        | Damenstaffel |
| ------------------- | ------------------- | ----------------- | ----------------- | ----------------- | ------------ |
| 2018                | Otepää              | 37.               | 49.               | 38.               | 11.          |
| 2019                | Osrblie             | 39.               | 61.               | −                 | 17.          |
| 2020                | Lenzerheide         | 64.               | 48.               | 53.               | 18.          |
| 2021                | Obertilliach        | 72.               | 44.               | 48.               | −            |
| 2022                | Soldier Hollow      | 52.               | 44.               | 50.               | –            |